# Acalypha rubroserrata
Acalypha rubroserrata é uma espécie de flor do gênero Acalypha, pertencente à família Euphorbiaceae.